# Niña arreglándose el pelo
Niña arreglándose el pelo o Niña arreglándose el cabello es una pintura  al óleo sobre lienzo de 75 x 62,5 cm realizada en 1886 por la pintora Mary Cassatt.
El cuadro muestra a una niña en camisón, con un rostro no precisamente atractivo, mientras se arregla el cabello castaño en una trenza. Los colores y el estilo acercan mucho la obra a la de los impresionistas: la pintura se exhibió en la octava exposición impresionista, en 1886, y allí Degas pidió a la pintora poder quedársela, impresionado por la belleza de la obra.
Cuando Degas murió en 1917 sus obras se pusieron a la venta. Dado que Niña arreglándose el cabello estaba entre las demás, el trabajo se atribuyó erróneamente a él en lugar de a Cassatt.